# 帕爾杜比采州
帕爾杜比采州（捷克語：Pardubický kraj），是捷克的一個州，歷史上屬於波希米亞的東部和摩拉維亞西北部的一部分。面積4,519平方公里，人口520,316（2019年）。州府帕爾杜比采。下分四县。

## 行政区划
帕爾杜比采州下分为4个县：
|  | 赫魯迪姆縣   |
|  | 帕爾杜比采縣 |

|  | 斯維塔維縣           |
|  | 奧爾利采河畔烏斯季縣 |

|  | 赫魯迪姆縣   |
|  | 帕爾杜比采縣 |

|  | 斯維塔維縣           |
|  | 奧爾利采河畔烏斯季縣 |

2019年帕爾杜比采州共有451个市镇。其中15个为扩权市镇，26个为委权市镇。三分之二的市镇为城镇。州政府位于帕爾杜比采。